# لیگ قهرمانان اقیانوسیه ۲۰۱۶
لیگ قهرمانان اقیانوسیه ۲۰۱۶ پانزدهمین دوره مسابقات قهرمانی باشگاه‌های اقیانوسیه، مسابقات فوتبال باشگاهی برتر در اقیانوسیه بود که توسط کنفدراسیون فوتبال اقیانوسیه (اواف‌سی) سازماندهی شد و دهمین فصل با نام فعلی لیگ قهرمانان اقیانوسیه بود. مراحل مقدماتی مسابقات در جزایر کوک و مراحل نهایی در نیوزیلند برگزار شد.
اوکلند سیتی، مدافع عنوان قهرمانی ۵ ساله، برای ششمین عنوان متوالی و هشتمین عنوان در طول مسابقات قهرمان شد. این تیم با پیروزی ۳–۰ در فینال مقابل تیم ولینگتون، حریف نیوزیلندی خود به قهرمانی رسید. به عنوان قهرمان لیگ قهرمانان اقیانوسیه ۲۰۱۶، آنها به عنوان نماینده اقیانوسیه در جام باشگاه‌های جهان ۲۰۱۶ در ژاپن حضور یافتند. این تیم علاوه بر اینکه از نظر تعداد حضور در جام باشگاه‌های جهان رکورددار شد، بلکه همچنین رکورد بیشترین قهرمانی پیاپی در مسابقات قاره‌ای را شکست. قبل از این، تیم رئال مادرید با ۵ قهرمانی متوالی در جام باشگاه‌های اروپا از ۱۹۵۶ تا ۱۹۶۰ رکورددار بود.

## تیم‌ها
در مجموع ۱۵ تیم از ۱۱ انجمن در مسابقات حضور یافتند.
- چهار انجمن با بهترین نتایج در لیگ قهرمانان اقیانوسیه ۱۵–۲۰۱۴ (فیجی، کالدونیای جدید، نیوزیلند، پاپوآ گینه نو) هر کدام دو سهمیه در مرحله گروهی گرفتند.
- سه انجمن دیگر (جزایر سلیمان، تاهیتی، وانواتو) هر کدام یک سهمیه در مرحله گروهی کسب کردند.
- چهار انجمن در حال توسعه (ساموآی آمریکا، جزایر کوک، ساموآ، تونگا) هر کدام یک سهمیه در مرحله مقدماتی دریافت کردند و برنده به مرحله گروهی صعود کرد.

| انجمن                 | تیم                 | نحوه صعود |
| شروع از مرحله گروهی   | شروع از مرحله گروهی | شروع از مرحله گروهی                                                                                                  |
| --------------------- | ------------------- | --- |
| فیجی                  | نادی                | قهرمان لیگ ملی فوتبال فیجی ۲۰۱۵                                                                                      |
| فیجی                  | سووا                | نایب قهرمان لیگ ملی فوتبال فیجی ۲۰۱۵                                                                                 |
| کالدونیای جدید        | مجنتا               | قهرمان سوپر لیگ کالدونیای جدید ۲۰۱۴                                                                                  |
| کالدونیای جدید        | لوسی                | نایب قهرمان سوپر لیگ کالدونیای جدید ۲۰۱۴                                                                             |
| نیوزیلند              | اوکلند سیتی         | قهرمان مرحله نهایی مسابقات قهرمانی فوتبال نیوزیلند ۱۵–۲۰۱۴ رتبه اول فصل عادی مسابقات قهرمانی فوتبال نیوزیلند ۱۵–۲۰۱۴ |
| نیوزیلند              | تیم ولینگتون        | رتبه دوم فصل عادی مسابقات قهرمانی فوتبال نیوزیلند ۱۵–۲۰۱۴                                                            |
| پاپوآ گینه نو         | هیکاری یونایتد      | قهرمان مرحله اول لیگ ملی فوتبال پاپوآ گینه نو ۲۰۱۵                                                                   |
| پاپوآ گینه نو         | لائه سیتی دویلرز    | نایب قهرمان مرحله اول لیگ ملی فوتبال پاپوآ گینه نو ۲۰۱۵                                                              |
| جزایر سلیمان          | سلیمان واریورز      | قهرمان اس-لیگ جزایر سلیمان ۱۶–۲۰۱۵                                                                                   |
| تاهیتی                | تیفانا              | قهرمان لیگ ۱ تاهیتی ۱۵–۲۰۱۴                                                                                          |
| وانواتو               | آمیکال              | قهرمان سوپر لیگ ملی وانواتو ۲۰۱۵                                                                                     |
| شروع از مرحله مقدماتی |                     | |
| ساموآی آمریکا         | اوتولی یوث          | قهرمان لیگ بزرگسالان ساموآی آمریکا ۲۰۱۴                                                                              |
| جزایر کوک             | توپاپا مارائرنگا    | قهرمان جام جزایر کوک ۲۰۱۵                                                                                            |
| ساموآ                 | کیوی                | قهرمان لیگ ملی ساموآ ۱۴–۲۰۱۳                                                                                         |
| تونگا                 | ویتونگو             | قهرمان لیگ برتر تونگا ۲۰۱۵                                                                                           |

## برنامه مسابقات
برنامه مسابقات به شرح زیر است:
| مرحله                                  | مرحله      | کشور میزبان | ورزشگاه                    | تاریخ            |
| -------------------------------------- | ---------- | ----------- | -------------------------- | ---------------- |
| مرحله مقدماتی                          | هفته ۱     | جزایر کوک   | سیفا آکادمی فیلد، ماتاورا  | ۲۶ ژانویه ۲۰۱۶   |
| مرحله مقدماتی                          | هفته ۲     | جزایر کوک   | سیفا آکادمی فیلد، ماتاورا  | ۲۸ آوریل ۲۰۱۶    |
| مرحله مقدماتی                          | هفته ۳     | جزایر کوک   | سیفا آکادمی فیلد، ماتاورا  | ۳۰ ژانویه ۲۰۱۶   |
| مرحله نهایی (مرحله گروهی و مرحله حذفی) | هفته ۱     | نیوزیلند    | ورزشگاه نورث هاربر، اوکلند | ۸–۱۰ آوریل ۲۰۱۶  |
| مرحله نهایی (مرحله گروهی و مرحله حذفی) | هفته ۲     | نیوزیلند    | ورزشگاه نورث هاربر، اوکلند | ۱۱–۱۳ آوریل ۲۰۱۶ |
| مرحله نهایی (مرحله گروهی و مرحله حذفی) | هفته ۳     | نیوزیلند    | ورزشگاه نورث هاربر، اوکلند | ۱۵–۱۷ آوریل ۲۰۱۶ |
| مرحله نهایی (مرحله گروهی و مرحله حذفی) | نیمه نهایی | نیوزیلند    | ورزشگاه نورث هاربر، اوکلند | ۲۰ آوریل ۲۰۱۶    |
| مرحله نهایی (مرحله گروهی و مرحله حذفی) | فینال      | نیوزیلند    | ورزشگاه نورث هاربر، اوکلند | ۲۳ آوریل ۲۰۱۶    |

## مرحله مقدماتی
مرحله مقدماتی در ماتاورا، جزایر کوک از ۲۶ تا ۳۰ ژانویه ۲۰۱۶ برگزار شد. قرعه کشی مسابقات در ۱۶ نوامبر ۲۰۱۵، ساعت ۱۵:۰۰ ان‌زی‌دی‌تی (یوتی‌سی ۱۳:۰۰+) در مقر اواف‌سی در اوکلند، نیوزیلند برگزار شد. چهار تیم به صورت تک‌بازی با یکدیگر رقابت کردند. تیم برنده به مرحله گروهی صعود کرد تا به ۱۱ شرکت کننده مستقیم بپیوندد.

| رتبه | تیم                  | بازی | برد | مساوی | باخت | گل زده | گل خورده | گل تفاضل | امتیاز | صلاحیت      |
| ---- | -------------------- | ---- | --- | ----- | ---- | ------ | -------- | -------- | ------ | ----------- |
| ۱    | کیوی                 | ۳    | ۳   | ۰     | ۰    | ۱۵     | ۴        | ۱۱+      | ۹      | مرحله گروهی |
| ۲    | توپاپا مارائرنگا (H) | ۳    | ۲   | ۰     | ۱    | ۱۷     | ۳        | ۱۴+      | ۶      |             |
| ۳    | اوتولی یوث           | ۳    | ۱   | ۰     | ۲    | ۶      | ۱۷       | ۱۱−      | ۳      |             |
| ۴    | ویتونگو              | ۳    | ۰   | ۰     | ۳    | ۳      | ۱۷       | ۱۴−      | ۰      |             |

| تیم ۱            | نتیجه | تیم ۲            |
| ---------------- | ----- | ---------------- |
| اوتولی یوث       | ۲–۶   | کیوی             |
| ویتونگو          | ۰–۷   | توپاپا مارائرنگا |
| اوتولی یوث       | ۳–۲   | ویتونگو          |
| توپاپا مارائرنگا | ۱–۲   | کیوی             |
| توپاپا مارائرنگا | ۹–۱   | اوتولی یوث       |
| کیوی             | ۷–۱   | ویتونگو          |

## مرحله گروهی
مرحله گروهی از ۸ تا ۱۷ آوریل ۲۰۱۶ در اوکلند، نیوزیلند برگزار شد. قرعه کشی مرحله گروهی در ۱۶ نوامبر ۲۰۱۵، ساعت ۱۵:۰۰ ان‌زی‌دی‌تی (یوتی‌سی ۱۳:۰۰+) در مقر اواف‌سی در اوکلند، نیوزلند برگزار شد. ۱۲ تیم در سه گروه چهار تیمی قرار گرفتند که هر گروه شامل یک تیم از هر چهار گلدان بود. تخصیص تیم‌ها به گلدان‌ها بر اساس نتایج انجمن‌های آنها در دوره قبلی لیگ قهرمانان اقیانوسیه بود. تیم‌های یک انجمن نمی‌توانند به یک گروه کشیده شوند.
| گلدان ۱                                | گلدان ۲                              | گلدان ۳                             | گلدان ۴                                             |
| -------------------------------------- | ------------------------------------ | ----------------------------------- | --------------------------------------------------- |
| 1. آوکلند سیتی 2. تیم ولینگتون 3. نادی | 1. مجنتا 2. هیکاری یونایتد 3. آمیکال | 1. سووا 2. تیفانا 3. سلیمان واریورز | 1. لوسی 2. لائه سیتی دویلرز 3. کیوی (برنده مقدماتی) |

در هر گروه چهار تیم به صورت تک‌بازی با یکدیگر بازی کردند. برندگان گروه و بهترین تیم دوم به مرحله نیمه نهایی راه یافتند.

### گروه A
| رتبه | تیم              | بازی | برد | مساوی | باخت | گل زده | گل خورده | گل تفاضل | امتیاز | صلاحیت     |
| ---- | ---------------- | ---- | --- | ----- | ---- | ------ | -------- | -------- | ------ | ---------- |
| ۱    | اوکلند سیتی (H)  | ۳    | ۳   | ۰     | ۰    | ۹      | ۲        | ۷+       | ۹      | مرحله حذفی |
| ۲    | آمیکال           | ۳    | ۲   | ۰     | ۱    | ۷      | ۳        | ۴+       | ۶      |            |
| ۳    | سلیمان واریورز   | ۳    | ۱   | ۰     | ۲    | ۵      | ۱۱       | ۶−       | ۳      |            |
| ۴    | لائه سیتی دویلرز | ۳    | ۰   | ۰     | ۳    | ۵      | ۱۰       | ۵−       | ۰      |            |

| تیم ۱            | نتیجه   | تیم ۲            |
| ---------------- | ------- | ---------------- |
| اوکلند سیتی      | ۴–۰     | سلیمان واریورز   |
| لائه سیتی دویلرز | ۰–۳     | آمیکال           |
| آمیکال           | ۱–۱ ۳–۰ | سلیمان واریورز   |
| لائه سیتی دویلرز | ۱–۲     | اوکلند سیتی      |
| سلیمان واریورز   | ۵–۴     | لائه سیتی دویلرز |
| اوکلند سیتی      | ۳–۱     | آمیکال           |

بازی آمیکال و جزایر سلیمان با نتیجه ۱–۱ به پایان رسید اما سلیمان واریورز به دلیل داشتن بازیکن غیرمجاز، با نتیجه ۳–۰ بازنده شد.

### گروه B
| رتبه | تیم            | بازی | برد | مساوی | باخت | گل زده | گل خورده | گل تفاضل | امتیاز | صلاحیت     |
| ---- | -------------- | ---- | --- | ----- | ---- | ------ | -------- | -------- | ------ | ---------- |
| ۱    | تیم ولینگتون   | ۳    | ۳   | ۰     | ۰    | ۸      | ۱        | ۷+       | ۹      | مرحله حذفی |
| ۲    | هیکاری یونایتد | ۳    | ۲   | ۰     | ۱    | ۸      | ۵        | ۳+       | ۶      |            |
| ۳    | سووا           | ۳    | ۱   | ۰     | ۲    | ۳      | ۶        | ۳−       | ۳      |            |
| ۴    | لوسی           | ۳    | ۰   | ۰     | ۳    | ۳      | ۱۰       | ۷−       | ۰      |            |

| تیم ۱          | نتیجه | تیم ۲          |
| -------------- | ----- | -------------- |
| تیم ولینگتون   | ۲–۰   | سووا           |
| لوسی           | ۱–۵   | هیکاری یونایتد |
| هیکاری یونایتد | ۳–۰   | سووا           |
| لوسی           | ۱–۲   | تیم ولینگتون   |
| سووا           | ۳–۱   | لوسی           |
| تیم ولینگتون   | ۴–۰   | هیکاری یونایتد |

### گروه C
| رتبه | تیم    | بازی | برد | مساوی | باخت | گل زده | گل خورده | گل تفاضل | امتیاز | صلاحیت     |
| ---- | ------ | ---- | --- | ----- | ---- | ------ | -------- | -------- | ------ | ---------- |
| ۱    | مجنتا  | ۳    | ۳   | ۰     | ۰    | ۹      | ۲        | ۷+       | ۹      | مرحله حذفی |
| ۲    | تیفانا | ۳    | ۲   | ۰     | ۱    | ۱۵     | ۵        | ۱۰+      | ۶      | مرحله حذفی |
| ۳    | نادی   | ۳    | ۱   | ۰     | ۲    | ۵      | ۱۲       | ۷−       | ۳      |            |
| ۴    | کیوی   | ۳    | ۰   | ۰     | ۳    | ۳      | ۱۳       | ۱۰−      | ۰      |            |

| تیم ۱  | نتیجه | تیم ۲  |
| ------ | ----- | ------ |
| نادی   | ۱–۶   | تیفانا |
| کیوی   | ۰–۲   | مجنتا  |
| مجنتا  | ۴–۲   | تیفانا |
| کیوی   | ۳–۴   | نادی   |
| تیفانا | ۷–۰   | کیوی   |
| نادی   | ۰–۳   | مجنتا  |

### رده‌بندی بهترین تیم‌های دوم
| رتبه | گروه | تیم            | بازی | برد | مساوی | باخت | گل زده | گل خورده | گل تفاضل | امتیاز | صلاحیت     |
| ---- | ---- | -------------- | ---- | --- | ----- | ---- | ------ | -------- | -------- | ------ | ---------- |
| ۱    | C    | تیفانا         | ۳    | ۲   | ۰     | ۱    | ۱۵     | ۵        | ۱۰+      | ۶      | مرحله حذفی |
| ۲    | A    | آمیکال         | ۳    | ۲   | ۰     | ۱    | ۷      | ۳        | ۴+       | ۶      |            |
| ۳    | B    | هیکاری یونایتد | ۳    | ۲   | ۰     | ۱    | ۸      | ۵        | ۳+       | ۶      |            |

## مرحله حذفی
مرحله حذفی از ۲۰ تا ۲۳ آوریل ۲۰۱۶ در اوکلند، نیوزیلند برگزار شد. چهار تیم به صورت تک‌حذفی بازی کردند.
|  | نیمه نهایی   | نیمه نهایی   |             |   | فینال | فینال |
|  |              |              |             |   |       |       |
|  | ۲۰ آوریل     |              |             |   |       |       |
|  |              |              |             |   |       |       |
|  | اوکلند سیتی  | ۴            |             |   |       |       |
|  | اوکلند سیتی  | ۴            | ۲۳ آوریل    |   |       |       |
|  | تیفانا       | ۲            |             |   |       |       |
|  | تیفانا       | ۲            | اوکلند سیتی | ۳ |       |       |
|  | آوریل ۲۰     |              | اوکلند سیتی | ۳ |       |       |
|  |              | تیم ولینگتون | ۰           |   |       |       |
|  | تیم ولینگتون | تیم ولینگتون | ۰           | ۲ |       |       |
|  | تیم ولینگتون |              |             | ۲ |       |       |
|  | مجنتا        | ۰            |             |   |       |       |
|  | مجنتا        | ۰            |             |   |       |       |